# General protection fault
General Protection Fault (GPF) és un terme en anglès per a «fallada general de protecció». Un GPF és un tipus d'error d'excepció fatal que Windows no pot identificar, generalment relacionats amb violacions de memòria. Mentre el programari s'executa utilitza memòria per realitzar el seu treball. Els programes compatibles amb Windows necessiten reservar memòria per funcionar. Si els programes no es reserven la memòria de la manera apropiada, poden substituir potencialment l'espai en la memòria reservada per a altres programes. Quan això passa, les conseqüències poden ser nombroses, inclosa la pèrdua de dades importants emmagatzemades al disc dur. Es pot produir un GPF (o altres errors relacionats amb la memòria) per evitar que això passi.
GPF - Fallada de protecció general.
GPF es produeix quan un registre de desplaçament segment genera una adreça física en l'altre fil, és a dir, un segment envaeix l'altre segment. En el mode real d'aquest esdeveniment fa que el microprocessador s'accidenti, ja que en aquesta manera el microprocessador no té salvaguàrdes que detectin el GPF.
Perquè ocorri un GPF cal que alguns dels segments, que en mode real poden ocupar fins a 64Kbytes no ocupin efectivament totes aquestes direccions de segment, i el sistema operatiu (OS) per optimitzar l'ús de memòria de manera que no es fragmenti, el SO inicia el següent segment a l'àrea no utilitzada del segment anterior.